# Dreiundzwanzig
Die Dreiundzwanzig (23) ist die natürliche Zahl zwischen Zweiundzwanzig und Vierundzwanzig.

## Mathematik
Die Zahl 23 ist ungerade und eine Primzahl. Darüber hinaus hat sie folgende mathematische Eigenschaften:
- Kleinste und neben der {\displaystyle 239} auch die einzige natürliche Zahl, die man nicht als Summe von weniger als neun Kubikzahlen schreiben kann[1] (siehe dazu auch Waringsches Problem).
- Kleinste Primzahl außerhalb eines Primzahlzwillings.[2]
- Kleinste natürliche Zahl {\displaystyle n>1}, für die es {\displaystyle n} Quader paarweise unterschiedlicher positiver Kantenlänge gibt, die zusammen einen Quader bilden.
- 23 ist die einzige Primzahl {\displaystyle p}, deren Fakultät im Dezimalsystem genau {\displaystyle p} Ziffern hat. Es gibt keine andere Primzahl mit dieser Eigenschaft.[3]

## Rezeption
Die Dreiundzwanzig sowie ihre dezimale Quersumme 5 werden in Robert Anton Wilsons und Robert Sheas Romantrilogie Illuminatus in einer selbst erdachten Numerologie als Zahlen des Unglücks, der Zerstörung sowie nicht zuletzt der Illuminaten bezeichnet. Die Anregung zu dieser Mystifikation bekamen die Autoren durch die Kurzgeschichte 23 Skidoo von William S. Burroughs. In der Folgezeit wurde die 23 zu einer der mystischen Zahlen der Popkultur und in verschiedenen (Film-)Produktionen aufgegriffen:
- In Latigo mit James Garner setzt der Protagonist – als Running Gag – immer sein ganzes Geld auf diese Zahl und verliert. Erst am Schluss des Films sprengt er die Bank.
- Der Hacker Karl Koch befasst sich im Film 23 – Nichts ist so wie es scheint (1998) mit Mythen, die sich um die Zahl ranken.
- In Number 23 wird Jim Carrey von der Zahl verfolgt.
- In Jeepers Creepers erwacht der Creeper alle 23 Jahre für 23 Tage zum Fressen.
- Die Hörspielreihe Offenbarung 23 beschäftigt sich unter anderem mit Verschwörungstheorien und Mysterien.
- Die Minimal-Electro-Band Welle: Erdball widmet ihr Lied 23 dem „Bandmitglied“ Commodore 64, mit der Begründung, dass die Zahl 64 „durch zwei geteilt und dann umgedreht“ dreiundzwanzig und damit die Zahl der Illuminaten ergebe.
- 23 Skidoo war eine in den USA der 1920er Jahre sehr bekannte Redewendung. Sie bedeutet so viel wie „rasch abhauen“ oder „abhauen, solange es noch gut geht“. Es existiert auch eine Musikband gleichen Namens, siehe 23 Skidoo.
- 23 ist der Titel einer Zusammenstellung von Kürzestgeschichten, im Juli 2017 herausgegeben von Thomas Le Blanc und erschienen in der Reihe Phantastische Miniaturen der Phantastischen Bibliothek in Wetzlar.
- In Sebastian Fitzeks Roman Passagier 23 wird behauptet, dass 23 Menschen im Jahr spurlos von Kreuzfahrtschiffen verschwinden.